# 대병중학교
대병중학교(大幷中學校)는 대한민국 경상남도 합천군 대병면 회양리에 있는 사립 중학교이다.

## 학교 연혁
- 1951년 11월 13일 : 대병고등공민학교 개교
- 1955년 3월 29일 : 초대 송순용 이사장 취임
- 1956년 2월 13일 : 대병중학교 설립 인가
- 1956년 4월 1일 : 초대 송은식 교장 취임
- 1985년 2월 26일 : 학교 위치 변경 승인(합천댐 건설로 인한 수몰로 변경)
- 1986년 9월 30일 : 학교 신축 교사 준공 및 이전
- 1997년 2월 28일 : 학칙 변경 승인 인가(3학급)
- 2011년 2월 18일 : 제6대 이창우 이사장 취임
- 2014년 2월 26일 : 기숙사(대천학사(보금자리)) 1층 완공
- 2015년 2월 27일 : 기숙사(대천학사(보금자리)) 2층 증축 완공
- 2019년 3월 28일 : 급식소(일남원(삼시세끼)) 준공
- 2020년 5월 13일 : 다목적강당(목련관(꿈마루)) 준공
- 2022년 2월 19일 : 학교공간혁신사업 완료(경남교육청)
- 2022년 9월 1일 : 제10대 이연호 교장 취임
- 2023년 1월 12일 : 제68회 졸업식(총 졸업생수 5,682명 남 3,505명, 여 2,177명)
- 2023년 3월 2일 : 2023학년도 입학생(20명 남 13명, 여 7명)

## 참고 자료
- 대병중학교 - 한국교육학술정보원 학교알리미